# Matija Habsburški
Matija Habsburški, cesar Svetega rimskega cesarstva, * 24. februar 1557, Dunaj, † 20. marec 1619, Dunaj.
Matija je bil cesar Svetega rimskega cesarstva od 1612 do 1619, nadvojvoda Avstrije od 1608 do 1619, kralj Ogrske in Hrvaške od 1608 do 1618 in kralj Češke od 1611 do 1617. Njegovo osebno geslo je bilo »Concordi lumine maior« (V soglasju je več svetlobe).
Matija je igral pomembno vlogo v družinskem nasprotovanju Habsburžanov proti svojemu bratu cesarju Rudolfu II. Po pridobitvi oblasti je pokazal malo lastne politične pobude. Potek njegove politike je do njegovega padca leta 1618 določal kardinal Klesl. Kot posledica njegove neuspešne verske in upravne politike se je v zadnjem letu njegovega vladanja začel češki upor, začetni segment tridesetletne vojne.

## Življenje

### Družina
Matija se je rodil na Dunaju kot četrti sin svetorimskega cesarja Maksimilijana II. in Marije Španske. Njegovi bratje so bili Rudolf (ki je postal cesar Rudolf II.), Ernest, Maksimilijan (od 1585 veliki mojster Tevtonskega viteškega reda), Albert (nadškof Toleda, kasneje guverner Nizozemske) in Venceslav (veliki prior Malteškega viteškega reda v Kastiliji). Imel je tudi šest sester. Njegova sestra Ana je bila poročena s španskim kraljem Filipom II., njegova sestra Elizabeta pa s francoskim kraljem Karlom IX. O njegovi vzgoji se ne ve skoraj nič. Eden od njegovih učiteljev je bil pisatelj in zgodovinar Ogier Ghislain de Busbecq. Po smrti Maksimilijana II. je družinsko posestvo in premoženje podedoval Rudolf, najstarejši sin. Ostali sinovi, vključno z Matijem, so bili nagrajeni z denarnimi pokojninami in imenovanji na cerkvene ali državne položaje. Matija se je poročil z avstrijsko nadvojvodinjo Ano, hčerka svojega strica nadvojvoda Ferdinanda II., kateremu je Matija nasledil v Prednji Avstriji leta 1595. Njuna poroka ni rodila preživelih otrok.

## Ime
Ime v ostalih jezikih:
- nemško Matthias
- češko Matyáš
- hrvaško Matija II.
- madžarsko II. Mátyás
- italijansko Mattia
- poljsko Maciej
- romunsko Matei
- rusko Матвей
- slovaško Matej
- ukrajinsko Матвій

### Kraljevski nazivi
| Matija Habsburški HabsburžaniRojen: 24. februar 1557 Umrl: 20. marec 1619 |                                            |                          |
| Vladarski nazivi                                                          |                                            |                          |
| Predhodnik: Rudolf (II.)                                                  | Kralj Češke 1611–1619                      | Naslednik: Ferdinand II. |
| Predhodnik: Rudolf (II.)                                                  | Kralj Ogrske in Hrvaške 1608–1619          | Naslednik: Ferdinand II. |
| Predhodnik: Rudolf (II.)                                                  | Kralj Nemčije 1612–1618                    | Naslednik: Ferdinand II. |
| Predhodnik: Rudolf (II.)                                                  | Cesar Svetega rimskega cesarstva 1612–1619 | Naslednik: Ferdinand II. |
| Predhodnik: Rudolf (II.)                                                  | Nadvojvoda Avstrije 1608–1619              | Naslednik: Albert VII.   |
| Predhodnik: Ferdinand II.                                                 | Nadvojvoda Prednje Avstrije 1608–1619      | Naslednik: Albert VII.   |